# Doki Doki Morning
Singles de BABYMETAL
BABYMETAL × Kiba of Akiba
(7 mars 2012)
Doki Doki Morning ou Do・Ki・Do・Ki☆MORNING (écrit ド・キ・ド・キ☆モーニング sur la couverture) est le premier DVD publié par le trio japonais BABYMETAL. La chanson a été incluse sur le premier album de Sakura Gakuin, intitulé Sakura Gakuin 2010nendo ~message~. Quelques jours après sa sortie en DVD, la chanson a également été publiée en tant que premier single numérique du groupe.
Peu après, la chanson figurera trois ans plus tard, sur le premier album studio BABYMETAL, qui sortira le 26 février 2014.

## Liste des titres
| 1. | Do・Ki・Do・Ki☆MORNING (ド・キ・ド・キ☆モーニング) Music Clip           |  |
| 2. | Do・Ki・Do・Ki☆MORNING (ド・キ・ド・キ☆モーニング) Air Metal Dance ver. |  |

| 1. | Do・Ki・Do・Ki☆MORNING (ド・キ・ド・キ☆モーニング) | 3:45 |